# Ушче-Лима
Ушче-Лима (серб. Ушће Лима / Ušće Lima) — село в общине Вишеград Республики Сербской Боснии и Герцеговины. В настоящее время село необитаемо.

## Население[3]
По данным на 1981 год, в селе проживали 116 человек. По данным на 1991 год, село было необитаемым.